# Кахабер Чхетіані
Кахабер Чхетіані (груз. კახაბერ ჩხეტიანი; нар. 24 лютого 1978, Кутаїсі, Грузинська РСР) — грузинський футболіст, захисник.

## Клубна кар'єра
Дорослу футбольну кар'єру розпочав у 1993 році в складі кутаїського «Торпедо», але того ж року був відправлений до другої команди клубу, в якій виступав до 1994 року. У 1994 та 1995 роках на правах оренди виступав у «Рцмені» та «Самгуралі». У 1995 році повернувся до Кутаїсі й був переведений до першої команди «Торпедо», в якому виступав до 2001 року, допоки не виїхав до Угорщини. З 2001 по 2003 рік виступав у «Дебрецені», а в 2003 році перейшов у «Печ».
Наприкінці січня 2004 року підписав контракт з вищоліговою сімферопольською Таврією. Дебютував у складі сімферопольського клубу 14 березня 2004 року і нічийному (0:0) виїзному поєдинку 16-го туру проти київського «Динамо». Кахабер вийшов на поле в стартовому складі та відіграв увесь матч. У складі «Таврії» в чемпіонаті України зіграв 20 матчів та 2 поєдинки в першості дублерів, ще 1 поєдинок провів у кубку України.
У 2005—2007 роках захищав кольори «Зестафоні», а також провів 1 поєдинок у складі другої команди клубу. У 2008 році виїхав до Азербайджану, де підписав контракт з місцевим «Сімургом». У 2010 році повернувся на батьківщину, де підписав контракт з клубом «Байя» (Зугдіді). У 2011 році завершив ігрову кар'єру.

## Кар'єра в збірній
Викликався до юнацьких та молодіжної збірної Грузії.
У складі національної збірної Грузії дебютував 12 серпня 1998 року в програному (0:1) товариському поєдинку проти збірної Азербайджану. Чхетіані вийшов на поле в стартовому складі та відіграв увесь матч. Цей поєдинок виявився єдиним для Кахабера в футболці збірної Грузії.
| #  | Дата           | Суперник    | Результат | Змагання         | Примітки |
| -- | -------------- | ----------- | --------- | ---------------- | -------- |
| 1. | 12 серпня 1998 | Азербайджан | 0 – 1     | товариський матч |          |

## Кар'єра тренера
З 2013 по 2014 рік тренував «Мерані» (Мартвілі). Протягом 2016—2019 працював головним тренером кутаїського «Торпедо», а у 2019—2020 роках очолював тренерський штаб «Динамо» (Тбілісі).

## Особисте життя
Його брат, Звіад, також професіональний футболіст.

## Титули і досягнення
- Чемпіон Грузії (1):

«Торпедо» (Кутаїсі): 2017
- Володар Кубка Грузії (3):

«Торпедо» (Кутаїсі): 2016, 2018, 2022
- Володар Суперкубка Грузії (1):

«Торпедо» (Кутаїсі): 2018